# Zonitolytta
Zonitolytta is een geslacht van kevers uit de familie oliekevers (Meloidae).
Het geslacht is voor het eerst wetenschappelijk beschreven in 1927 door Pic.

## Soorten
Het geslacht omvat de volgende soort:
- Zonitolytta robusta Pic, 1927